# Conjunt de cases unifamiliars a la carretera de Rubí, 171-191 (Terrassa)
El conjunt de cases unifamiliars a la carretera de Rubí, 171-191 és un seguit d'habitatges populars de Terrassa inclosos a l'Inventari del Patrimoni Arquitectònic de Catalunya, situats al barri del Segle XX.

## Descripció

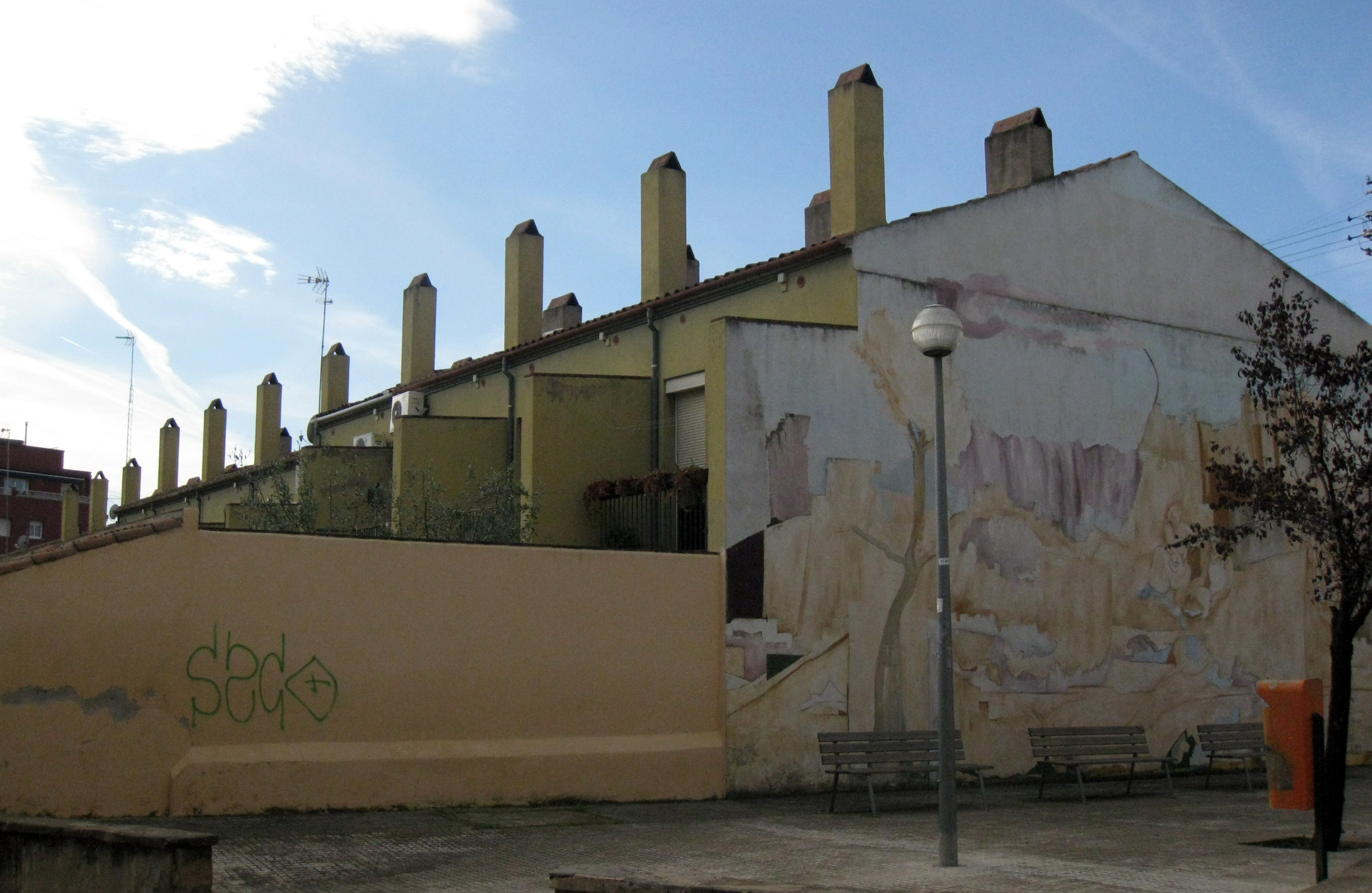
Vista del conjunt d'habitatges, amb el pati posterior, des del carrer Navas de Tolosa

Es tracta d'un conjunt de cases unifamiliars entre mitgeres situades a la carretera de Rubí, agrupades en tres mòduls esglaonats de quatre cases i que consten de planta baixa i pis, amb façanes de composició molt senzilla i coberta de teula a dos vessants, amb el carener paral·lel a la línia de la façana. Cada habitatge té dues obertures a cada pis, totes allindanades. L'habitatge tipus té a la planta baixa la porta d'accés (banda dreta) i una finestra (banda esquerra). Al pis hi ha dues finestres balconeres. Els habitatges tenen pati a la part posterior.

## Història
La llicència d'obres, per a la construcció del conjunt, data de l'any 1902. L'arquitecte que el va realitzar va ser Lluís Muncunill i Parellada.